# Estación de Linares-San José
Linares-San José, conocida coloquialmente como la estación de Almería, fue una estación de ferrocarril de carácter terminal situada en la ciudad española de Linares, en la provincia de Jaén. Estuvo operativa entre 1893 y 1975, siendo la cabecera de la línea Linares-Almería.

## Historia
La estación, inaugurada en 1893, fue construida por la Compañía de los Caminos de Hierro del Sur de España para servir al ferrocarril Linares-Almería, que en aquel momento se encontraba en obras y que entraría en servicio seis años más tarde. En 1904 la compañía inauguró un ramal ferroviario que unía estas instalaciones con la estación de Baeza-Empalme, de MZA, y la línea Madrid-Córdoba. En 1929 la estación pasó a manos de «Andaluces».
En 1941, con la nacionalización del ferrocarril de ancho ibérico, la estación quedó integrada en la red de RENFE. Continuaría prestando servicio de viajeros y mercancías hasta el 1 de octubre de 1961, fecha en que se suspendieron. La estación todavía prestaría servicio como cargadero hasta su clausura el 15 de enero de 1975. El ramal ferroviario sería suprimido en 1984. Tras su clausura, el edificio que acogía la estación fue abandonado hasta quedar prácticamente en estado de ruina, si bien en fechas recientes se ha procedido a restaurarlo y rehabilitarlo como Centro comarcal de empleo.